# Беке, Чарльз Тилстон
Чарльз Тилстон Беке (англ. Charles Tilstone Beke; 1800—1874) — английский путешественник и географ.

## Биография
Чарльз Тилстон Беке родился 10 октября 1800 года в столице Великобритании городе Лондоне.
Изучал коммерческие науки и занимал должности в различных фирмах Лондона, Генуи и Неаполя, потом поступил в качестве студента-юриста в Линкольн-Инн, но вскоре отказался также от юридической карьеры, углубившись в занятия преимущественно историей, этнографией и философией. Плодом его историко-философских занятий явилось сочинение «Origines biblicae or researches in primeval history» (том I, Лондон, 1834), написанное в духе строжайшей приверженности букве Святого Писания, благодаря чему автор получил титул доктора Тюбингенского университета, но вызвавшее вместе с тем резкие нападки критиков в Германии.
В 1837 году поселился в городе Лейпциге, где заведовал делами английского консульства в Саксонии, Беке издал в свою защиту книгу под заглавием «Verteidigung gegen Dr. Paulus». Вскоре он оставил дипломатическую карьеру и посвятил себя главным образом географическим исследованиям.
Весной 1837 года Чарльз Тилстон Беке вместе с Муром отправился в Палестину, где они производили первые точные наблюдения над понижением Мертвого моря.
В 1840—1843 годах по заданию Королевского географического общества исследует Эфиопию, где в числе прочего, указал точные координаты более чем семидесяти значимых объектов.
В 1848 году Беке планировал организовать экспедицию для выявления истоков реки Нил, но это предприятие не удается. В 1856 году пытался организовать европейскую торговлю с Эфиопией, через порт Массауа, но и это его предприятие не увенчалось успехом.
В 1861—1862 вместе с супругой посетил Сирию, Палестину и Египет преследуя целью развитие торговли с этими странами и обучению аборигенов новым, более производительным, способам выращивания хлопка. В последующие годы вплоть до своей смерти Беке продолжал активно заниматься проблемами Северной Африки. В 1860 году в Лондоне опубликовал свой фундаментальный труд «The sources of the Nile».
В последний год своей жизни путешественник посетил Синайский полуостров, где занимался привязкой географических объектов к астрономическим координатам.
Чарльз Тилстон Беке скончался 31 июля 1874 года в Бромли (графство Кент, сейчас часть Лондона).